# Polyspora gigantiflora
Polyspora gigantiflora är en tvåhjärtbladig växtart som först beskrevs av François Gagnepain, och fick sitt nu gällande namn av Orel, Peter G.Wilson, Curry och Luu. Polyspora gigantiflora ingår i släktet Polyspora och familjen Theaceae. Inga underarter finns listade i Catalogue of Life.